# H Story
H Story és una pel·lícula japonesa dirigida per Nobuhiro Suwa, estrenada el 2001. És un remake de la pel·lícula “Hiroshima mon amour” d'Alain Resnais.

## Argument
Un director japonès (el propi Suwa) roda un remake d'"Hiroshima mon amour" qüestionant-se sobre la validesa de les seves imatges i quines han estat les conseqüències que la catàstrofe va tenir en la memòria col·lectiva d'una ciutat i d'un país.

## Repartiment
- Béatrice Enllosa: l'actriu.
- Kou Machida: l'escriptor.
- Hiroaki Umano: l'actor.
- Nobuhiro Suwa: ell mateix.
- Caroline Champetier: ella mateixa.
- Michiko Yoshitake: ella mateixa.
- Motoko Suhama: ella mateixa.